# جان كلود بلان
جان كلود بلان (بالفرنسية: Jean-Claude Blanc)‏ هو مسير رياضي فرنسي، ولد في 9 أبريل 1963 في شامبيري في فرنسا.